# Andrzej Wajda. Moje notatki z historii
Andrzej Wajda. Moje notatki z historii – polski serial z 1996 w reżyserii Andrzeja Wajdy.

## Spis odcinków
1. Jeszcze nie zginęła
2. Między wojnami
3. Życie na niby
4. Wiedzieliśmy czego od nas chcą
5. Oni budowali nasze szczęście